# CheyTac Intervention
CheyTac Intervention hay CheyTac M200 là loại súng trường bắn tỉa tầm xa sử dụng cơ chế đóng mở khóa nòng của Mỹ, được sản xuất bởi CheyTac LLC. Thiết kế của súng bắt nguồn khẩu EDM Arms Windrunner.
Nó được trang bị một hộp tiếp đạn 7 viên có thể tháo rời (ngoài ra cũng có thể dùng một hộp tiếp đạn 5 viên), đặc biệt sử dụng hai loại đạn cỡ lớn là .408 Chey Tac (10,36×77mm) và .375 Chey Tac. CheyTac LLC tuyên bố rằng khẩu M200 có độ lệch chỉ dưới 1 MOA khi dùng đạn đặc biệt dành cho bắn tỉa, cho phép bắn chính xác mục tiêu cỡ người ở tầm bắn lên đến 2.500 yd (2.286 m), một trong những tầm bắn xa nhất của các súng trường bắn tỉa hiện đại.
CheyTac LLC chế tạo ra CheyTac Intervention để trực tiếp cạnh tranh với hai đối thủ nặng ký là McMillan TAC-50 và L115A3 (một biến thể hiện đại của AWM).

## Các nước sử dụng
- Hoa Kỳ: Một số nguồn báo cáo rằng Lực lượng SEAL của Hải quân Hoa Kỳ sử dụng CheyTac Intervention
- Cộng hòa Séc: Được sử dụng bởi Nhóm Lực lượng Đặc biệt 601
- Ba Lan: Được sử dụng bởi các đặc vụ JW GROM.
- Thổ Nhĩ Kỳ: Được sử dụng bởi các đặc nhiệm Maroon Berets
- Vương quốc Liên hiệp Anh và Bắc Ireland: Được sử dụng bởi SAS